# Plaza de Galicia (Pontevedra)
La plaza de Galicia es una plaza del siglo XX situada en el centro de la ciudad española de Pontevedra, en el límite con el barrio de Campolongo.

## Origen del nombre
La plaza debe su nombre a Galicia, la región del noroeste de España en la que se encuentra Pontevedra.

## Historia
El origen de la plaza de Galicia fue un espacio público situado en la confluencia de las calles de Augusto González Besada, Andrés Muruais y Andrés Mellado y frente a la antigua estación de ferrocarril de Pontevedra, que comenzó a funcionar el 16 de mayo de 1884, fecha en la que llegó a la ciudad la primera locomotora. Este espacio era conocido como la plaza de la estación. En 1890 el ingeniero Juan María León Domercq y Alzúa hizo construir su emblemático chalet en la esquina de la plaza con la calle de Augusto González Besada, que fue demolido a mediados de los años ochenta.
Con la gran afluencia de viajeros que llegaban a la plaza, en 1904 se construyó en la esquina de la plaza de Galicia con la calle Andrés Muruais el Palace Hotel, un gran edificio modernista de cuatro plantas y ático diseñado por el arquitecto Andrés López de Ocáriz Robledo, que sirvió de alojamiento a los viajeros que llegaban a la ciudad y que fue demolido a finales de la década de 1970.
El 30 de agosto de 1962 se acordó denominarla plaza de Galicia. En 1966, la antigua estación de ferrocarril de la plaza quedó en desuso tras la construcción de la nueva estación de ferrocarril de Pontevedra en el barrio de Gorgullón, más alejada del centro de la ciudad, y fue demolida en 1969.
En 1971 se amplió la plaza, aprovechando el espacio que había dejado libre la antigua estación, y se habilitaron dos marquesinas para las paradas del trolebús que cruzaba la ciudad. La plaza, enteramente dedicada al tráfico, permaneció con este trazado hasta 1988, año en que se suprimieron las líneas de trolebuses.
En 1991 se eliminaron las marquesinas y los carriles de circulación que dividían la plaza y ésta fue ampliada y rediseñada completamente por el arquitecto José Martínez Sarandeses con la colaboración de los arquitectos María Agustina Herrero Malina y Fernando Martínez Sarandeses y la paisajista María Medina Muro. Esta remodelación mejoró la calidad del entorno y redujo la congestión del tráfico. De esta época data el aspecto actual de la plaza.

## Descripción
La plaza de Galicia tiene forma rectangular y una superficie de 5800 m². En ella confluyen la avenida de Augusto García Sánchez y las calles Augusto González Besada, Andrés Muruais y Andrés Mellado.
La plaza está configurada como una plaza ajardinada. Se trata de una plaza arbolada que divide en dos la avenida de Augusto García Sánchez y está bordeada por dos carriles de sentido único de circulación. Los lados norte, oeste y este están delimitados por edificios y el lado sur se abre al barrio de Campolongo y está delimitado por una gran marquesina central de autobuses con diez bancos y un panel trasero de cristal.
El jardín central peatonal es un espacio singular, plantado con fresnos ornamentales de origen holandés y equipado con numerosos bancos. La plaza consta de cuatro caminos periféricos, cada uno de ellos con dos hileras de fresnos, bordeados de parterres y césped. Un quinto camino, coincidente con el eje oeste-este de la plaza, conecta las aceras norte de los dos tramos en que se ha dividido la avenida Augusto García Sánchez.
En el centro de la plaza ajardinada hay un espacio central circular con bancos que facilitan el recogimiento. En el medio de este espacio hay una fuente ornamental con aspersores incrustados en el suelo que pulverizan agua y que está rodeada por bloques de granito agrupados en siete conjuntos que evocan las estrellas del escudo de Galicia y hacen referencia al nombre de la plaza.

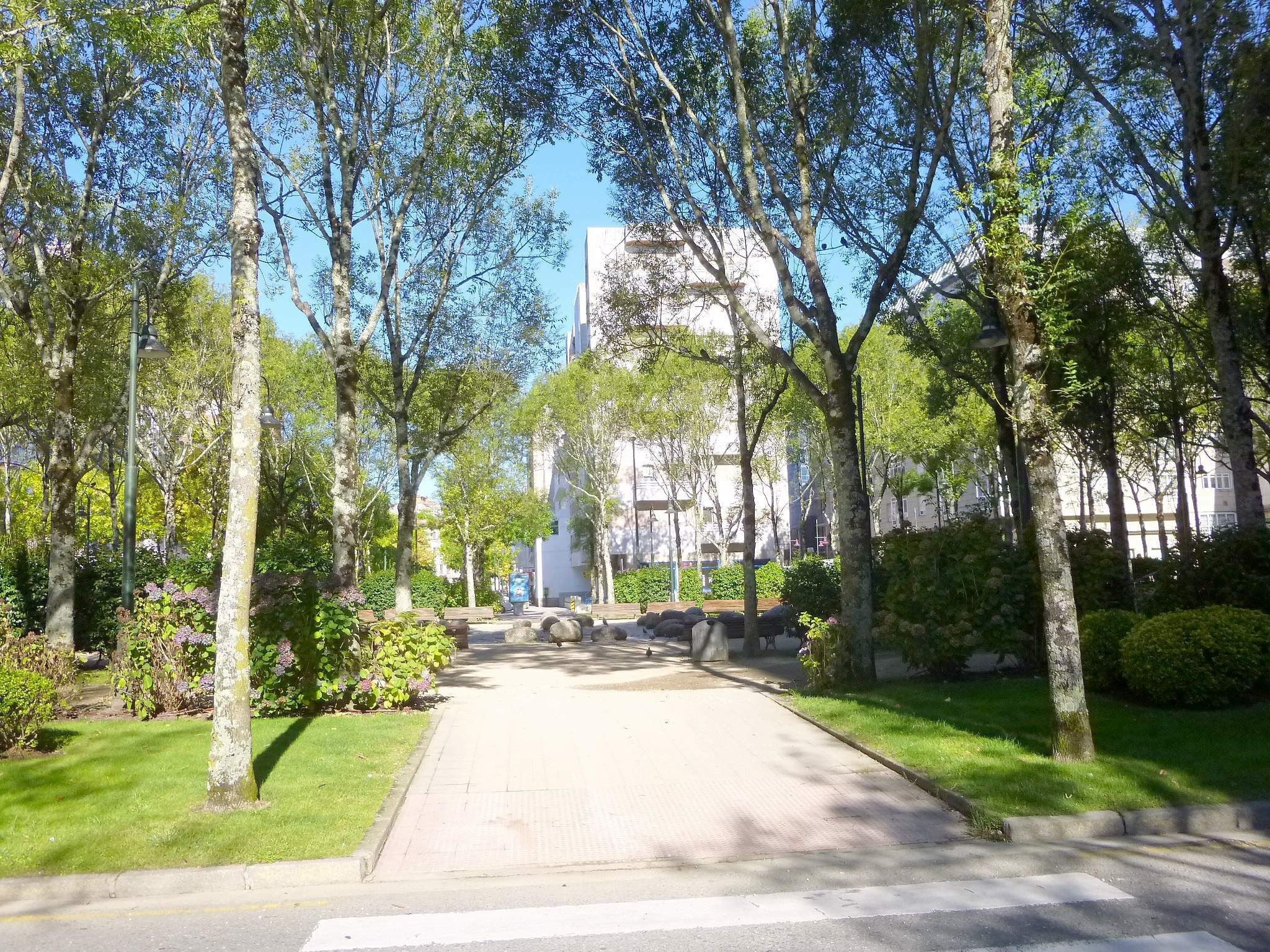
Camino en la plaza ajardinada
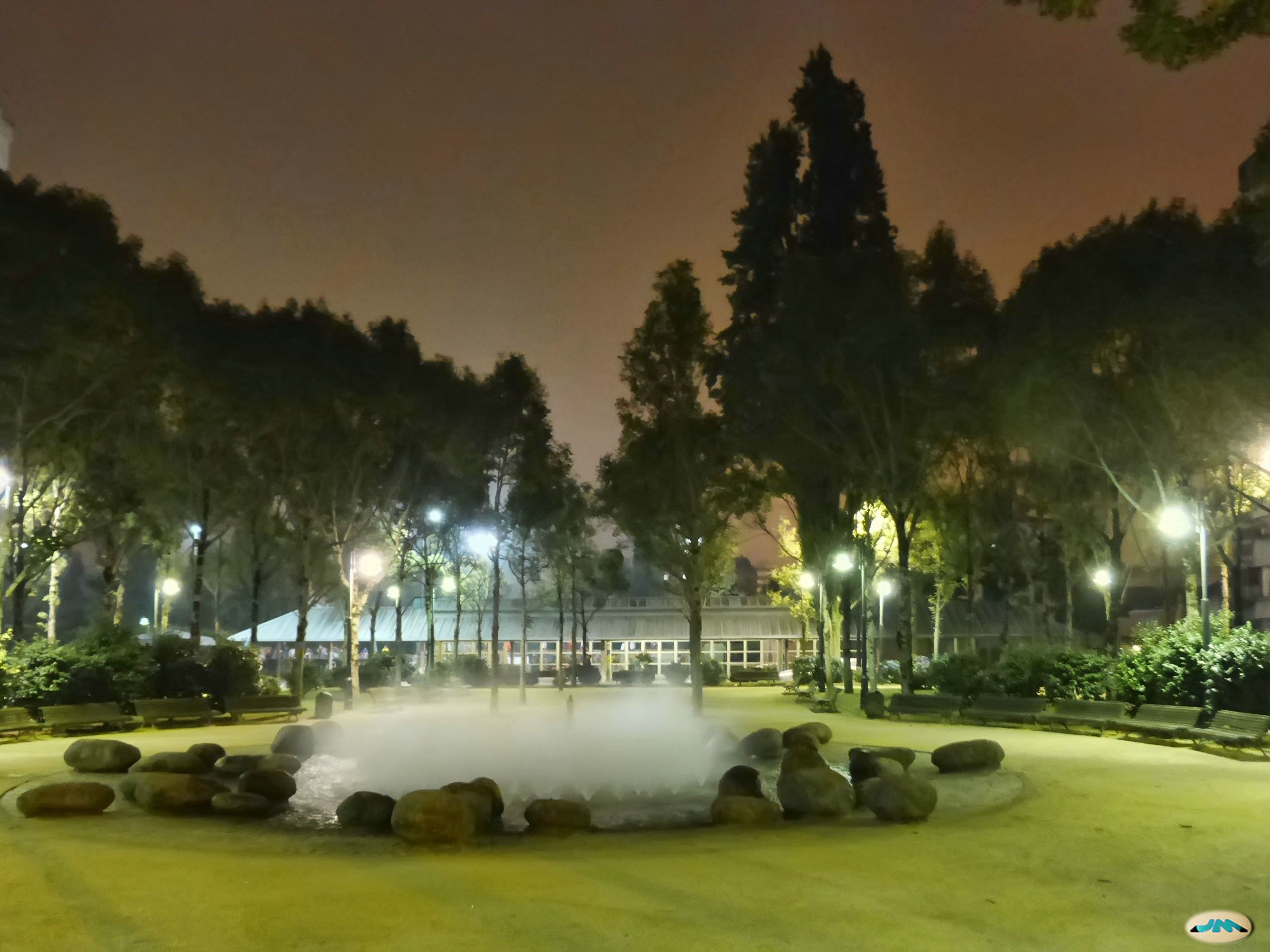
Fuente en la plaza
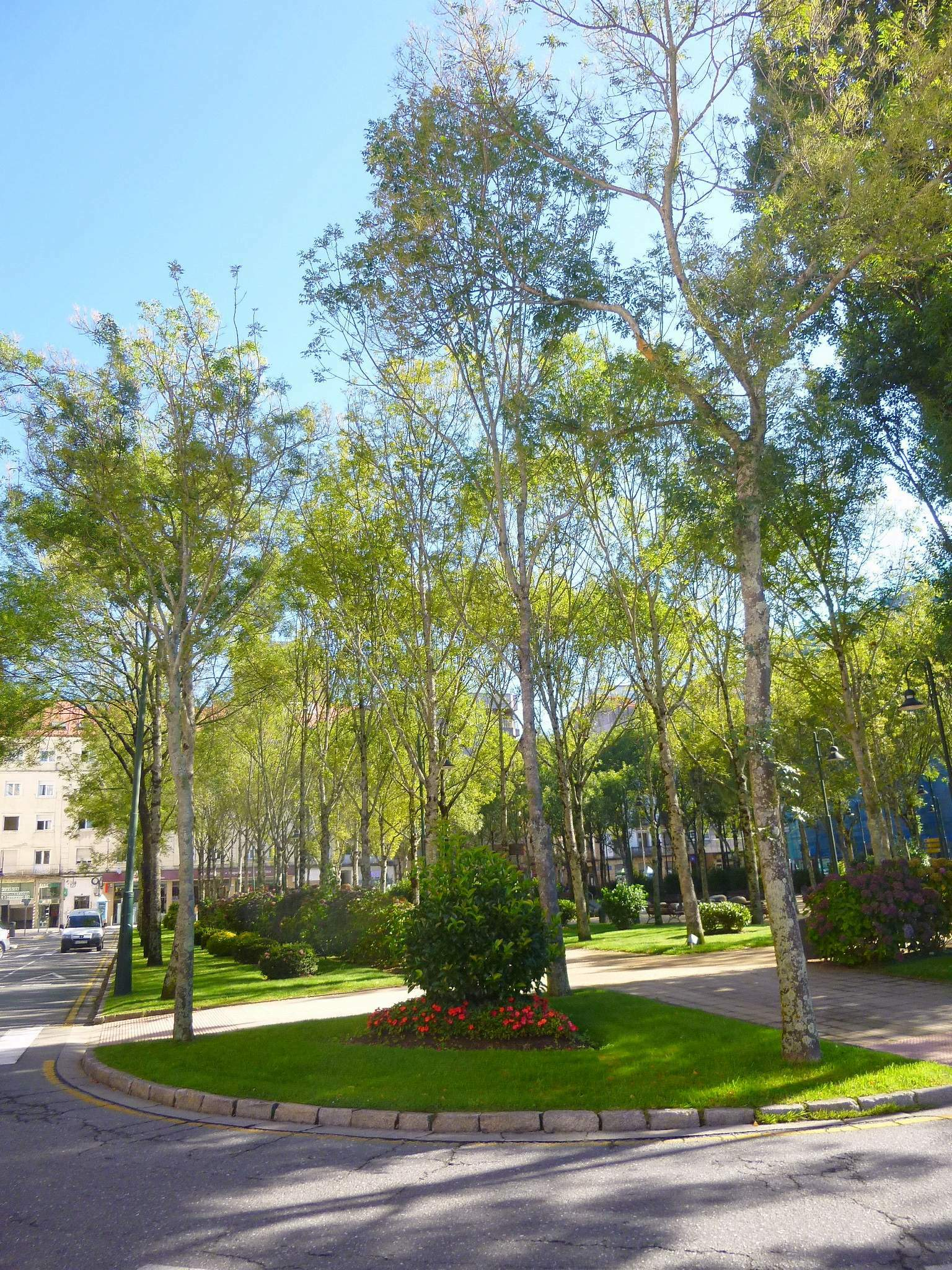
Jardín de la plaza
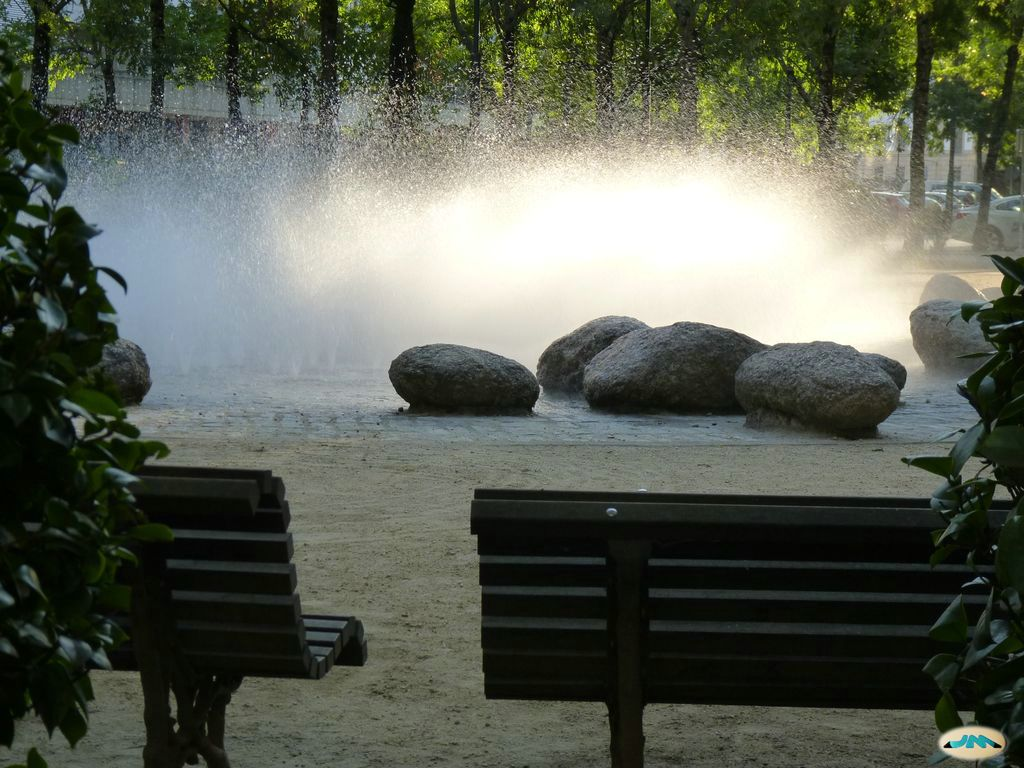
Bancos en la plaza
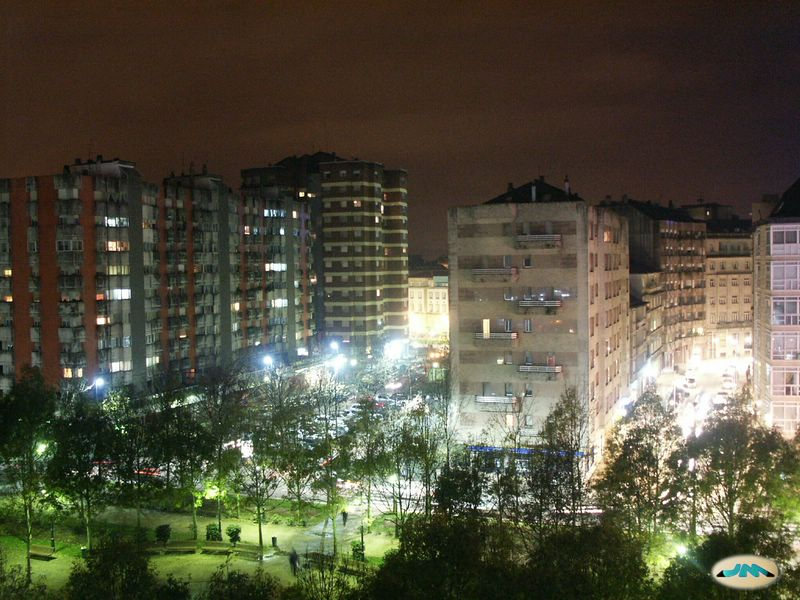
La plaza de noche
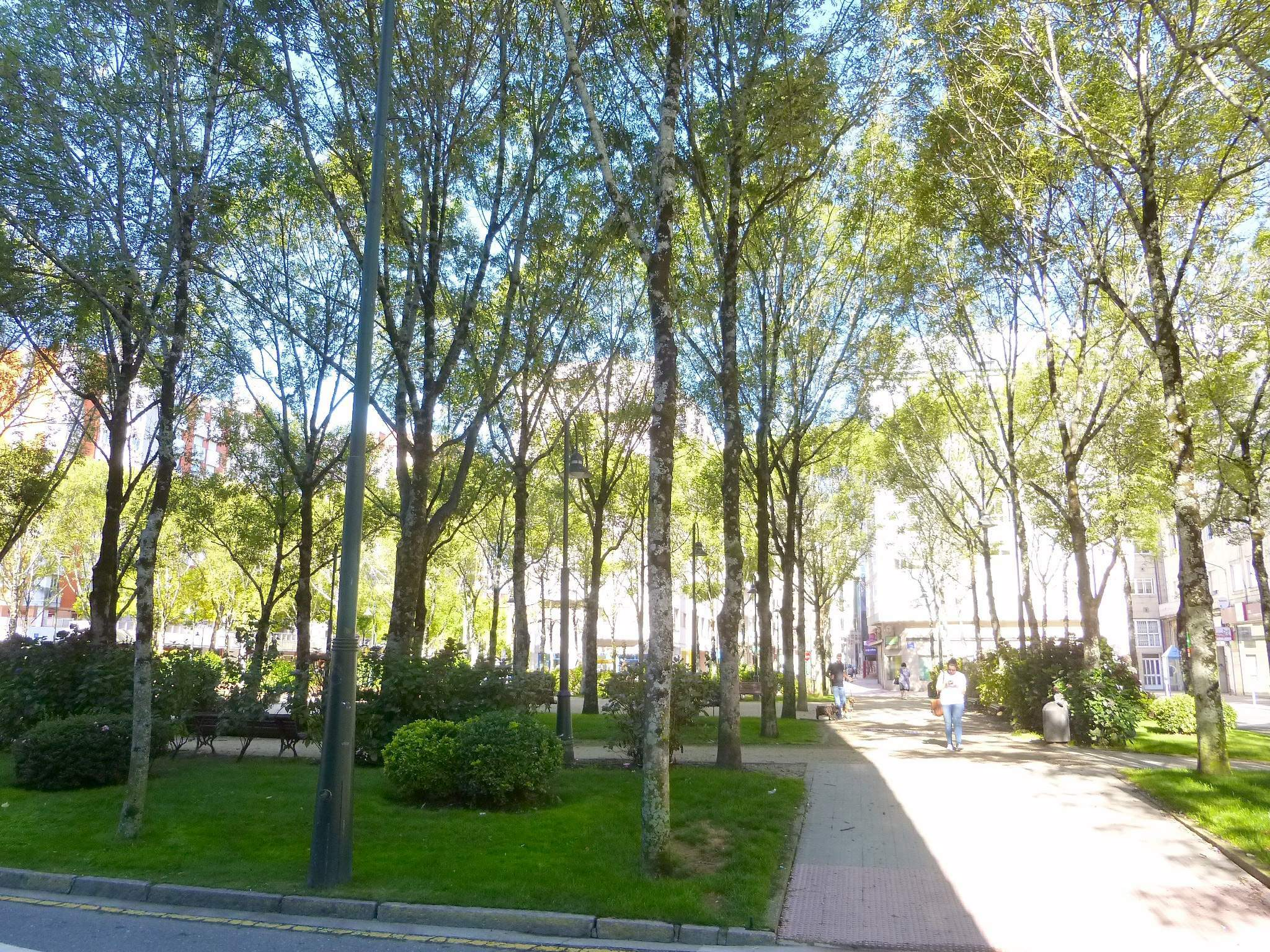
Fresnos en la plaza
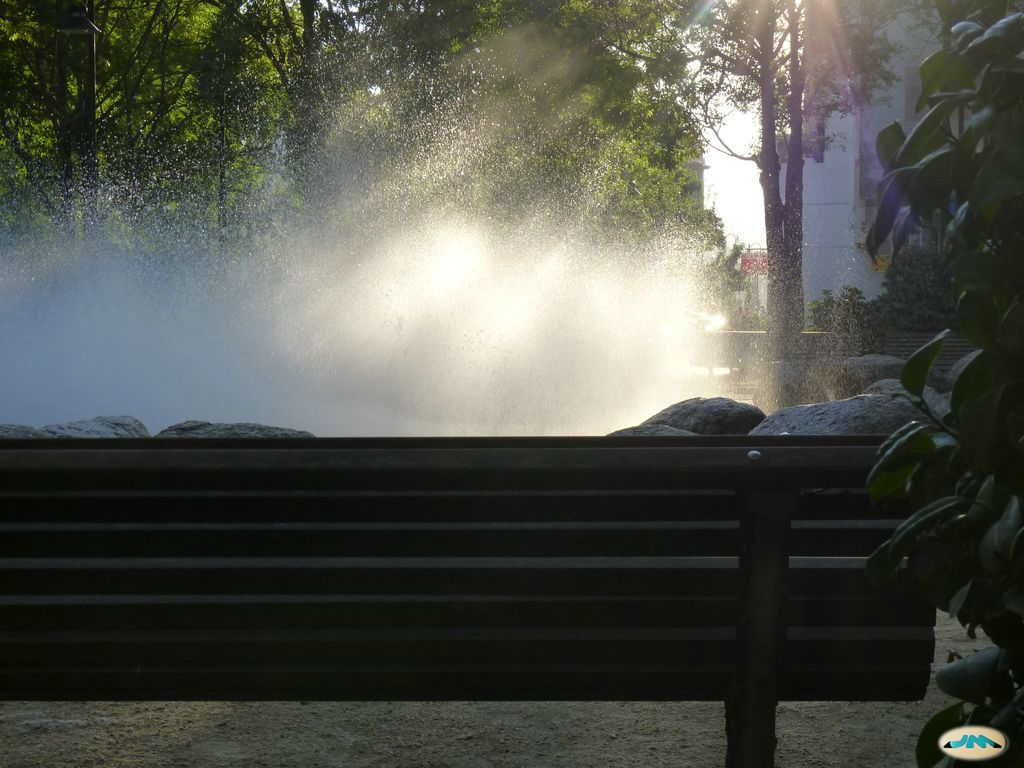
Detalle de la fuente
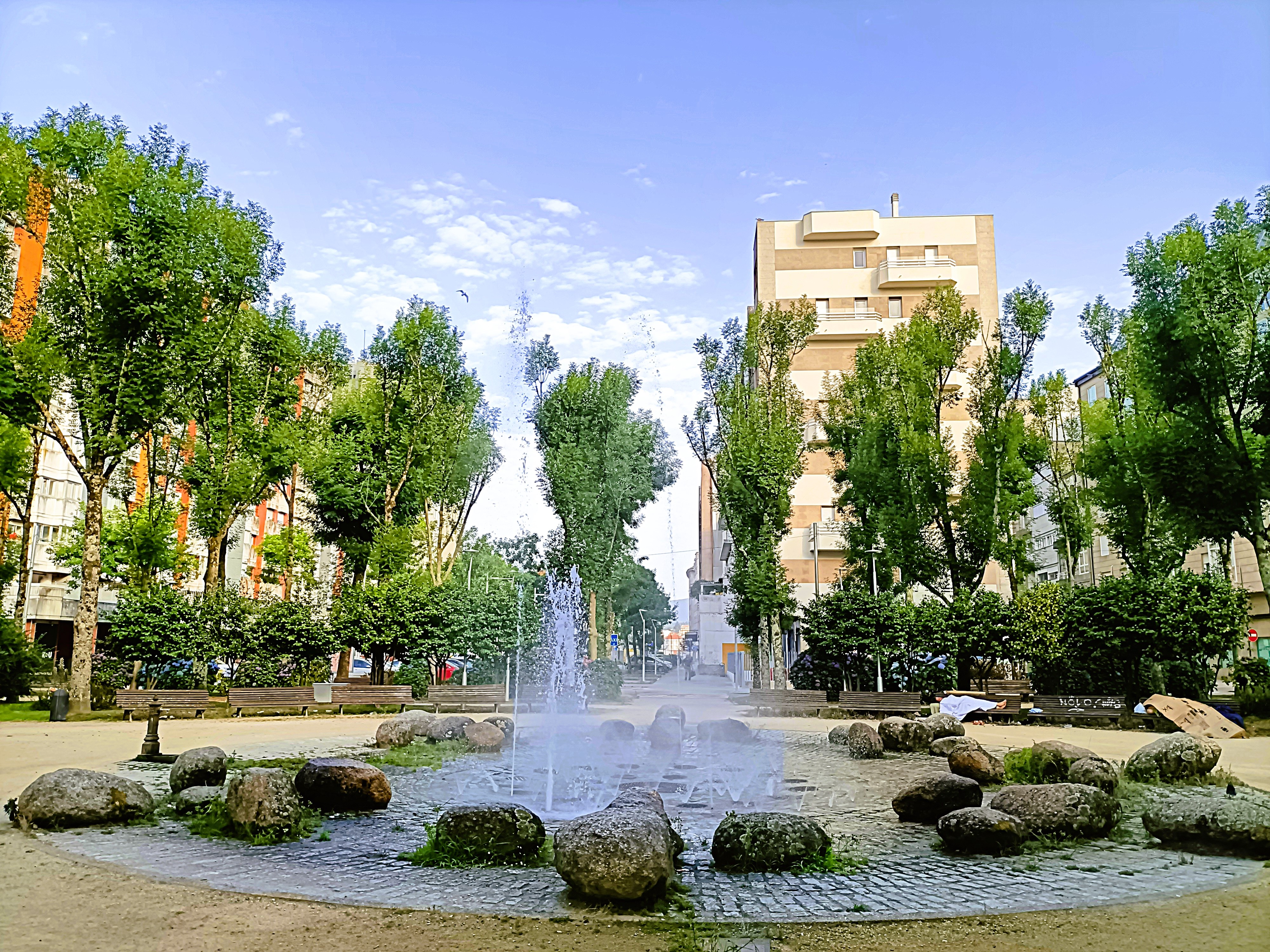
La plaza en 2025